# David Smith (canoista)
David Smith (13 febbraio 1987) è un canoista australiano.

## Palmarès

### Olimpiadi
- 1 medaglia:
  - 1 oro (Londra 2012 nel K4 1000 metri)

### Mondiali
- 3 medaglie:
  - 2 argenti (Duisburg 2009 nel K2 1000 metri; Szeged 2011 nel K4 1000 metri)
  - 1 bronzo (Duisburg 2013 nel K4 1000 metri)